# Roman Klementovic
Roman Klementovic (* 1982 in Wien) ist ein österreichischer Autor.

## Leben
Roman Klementovic wuchs im Marchfeld auf. Für das Studium zog er nach Wien, wo er Internationale Entwicklung studierte und mehrere Jahre im Marketing tätig war. 2015 veröffentlichte er mit Verspielt seinen ersten Thriller. 2016 bzw. 2017 folgten die Thriller Immerstill bzw. Immerschuld, die in einem fiktiven Dorf im Marchfeld – angelehnt an Breitensee im Marchfeld – spielen.
Sein viertes Buch Wenn das Licht gefriert erschien am 9. September 2020. Inspiriert wurde Klementovic dazu unter anderem von einem Gedicht von Till Lindemann, dem Frontman der Band Rammstein.
Immerstill wurde im Herbst 2021 als ORF-Landkrimi mit Christina Cervenka und Michael Glantschnig verfilmt. Klementovic hatte darin einen kurzen Auftritt. Für Wenn das Licht gefriert sicherte sich eine deutsche Produktionsfirma die Rechte für eine Verfilmung.

## Publikationen (Auswahl)
- 2015: Verspielt, Thriller, Gmeiner-Verlag, Meßkirch 2015, ISBN 978-3-8392-1797-9.
- 2016: Immerstill, Thriller, Gmeiner-Verlag, Meßkirch 2016, ISBN 978-3-8392-1888-4.
- 2017: Immerschuld, Thriller, Gmeiner-Verlag, Meßkirch 2017, ISBN 978-3-8392-2066-5.
- 2020: Wenn das Licht gefriert, Thriller, Gmeiner-Verlag, Meßkirch 2020, ISBN 978-3-8392-2770-1.
- 2021: Wenn die Stille schreit, Thriller, Gmeiner-Verlag, Meßkirch 2021, ISBN 978-3-8392-0092-6.
- 2022: Wenn der Nebel schweigt, Thriller, Gmeiner-Verlag, Meßkirch 2022, ISBN 978-3-8392-0313-2.
- 2024: Tränengrab, Thriller, Gmeiner-Verlag, Meßkirch 2024, ISBN 978-3-8392-0737-6.
- 2025: Dunkelnah, Thriller, Gmeiner-Verlag, Meßkirch 2025, ISBN 978-3-8392-0869-4.